# Men in Trees
Men in Trees es una serie de televisión protagonizada por Anne Heche. 

## Trama
La serie se basa en una experta en relaciones sentimentales de Nueva York llamada Marin Frist. Tras ser engañada por su prometido, Marin se refugia en Elmo, un pequeño pueblo de Alaska en donde iba a realizar una charla, para poder pensar mejor su futuro.
La serie se inspira tanto conceptualmente como estéticamente en la mítica Doctor en Alaska.

## Personajes

### Principales
- Marin Frist (Anne Heche) - Experta en relaciones, escritora y comentarista de radio.
- Annie O'Donnell (Emily Bergl) - Admiradora de Marin que la sigue hasta Alaska y se hace novia de Patrick.
- Patrick Bachelor (Derek Richardson) - Admirador de Marin, regente del hotel local, locutor de radio, hijo de la jefa de policía del pueblo y novio de Annie.
- Jane (Seana Kofoed) - Editora de Marin.
- Jack Slattery (James Tupper) - Biólogo Marino, mejor amigo de Marin en el pueblo por la que siente un interés sentimental.
- Buzz Washington (John Amos) - Piloto del único avión con escala en Elmo. Padre biológico de Patrick.
- Ben Thomasson (Abraham Benrubi) - Dueño del bar local , «The Chieftain».
- Sara Jackson (Suleka Mathew) - Prostituta del pueblo, madre soltera y relacionada sentimentalmente con Ben.
- Theresa Thomasson (Sarah Strange) - Mujer de Ben que trabaja de camarera en el Chieftain.   Antes de vivir en Elmo cantaba en un grupo junto a Jewel.
- Celia Bachelor (Cynthia Stevenson) - Madre de Patrick  y jefa de policía.
- Mai Washington (Lauren Tom) - Esposa de Buzz que posee una tienda de objetos perdidos.

### Otros personajes
- Jerome (Timothy Webber), cliente habitual del Chieftain.
- Carl (Adrian McMorran)
- Lynn Barstow (Justine Bateman), Exnovia de Jack que regresa al pueblo.
- Richard Ellis (Currie Graham), supervisor de policía interesado sentimentalmente en Bachelor.
- Sam/'Plow Guy' (Ty Olsson), Exnovio de Jane a quien ella lo llama «el tractorista»
- Stuart Maxson (Jason O'Mara), Editor de Marin.
- Cash (Scott Elrod),
- Eric (Nicholas Lea).